# 黄强 (1965年7月)
黄强（1965年7月—），北京理工大学教授、博士生导师，主要研究方向为仿生技术、机器人。中华人民共和国教育部第二批“长江学者”特聘教授。承担“863计划”等多个重点学术科研项目、担任先进机器人(Advanced Robotics)等多个国际杂志编委、发表数百篇论文、获得多个奖项和发明专利。

## 生平
1982年9月至1989年7月，就读于哈尔滨工业大学电气工程系，先后获得本科、硕士学历 ；
1989年9月至1991年9月，在华中科技大学自动控制系攻读博士生课程；1991年10月至1996年10月，就读于早稻田大学机械工程系，获博士学历；
1996年11月至2000年10月，先后在日本通产省工业技术研究院、日本东京大学机械情报系担任研究员；
2000年10月至今，在北京理工大学机电学院任教授。